# Alois Rozum
Alois Rozum (6. července 1912 Plzeň – 23. června 1941 Nieuwe Niedorp) byl český pilot 311. československé bombardovací perutě.

## Život

### Před druhou světovou válkou
Alois Rozum se narodil 6. července 1912 v Plzni. V Praze vychodil měšťanskou školu a vyučil se elektromechanikem, následně pracoval v Křižíkových závodech v Karlíně. V roce 1931 nastoupil prezenční vojenskou službu k letectvu, po jejím odsloužení v Prostějově v roce 1933 zůstal v armádní službě a stal se vojenským pilotem. Nalétal přes 1000 letových hodin.

### Druhá světová válka
Po německé okupaci v opustil Alois Rozum v červnu 1939 ilegálně Protektorát Čechy a Morava a přes Polsko odešel do Francie, kde 29. srpna 1939 vstoupil do cizinecké legie. Následně sloužil v Sidi-Bel-Abbès. Po vypuknutí druhé světové války byl ze závazku uvolněn, zařazen k letectvu a cvičen na francouzskou leteckou techniku. Do bitvy o Francii se nezapojil. Po jejím pádu v červnu 1940 se evakuoval do Spojeného království. Zde byl přijat do Royal Air Force, přeškolen na britskou techniku a přičleněn k 311. československé bombardovací peruti. Dne 23. června byl členem posádky stroje Vickers Wellington B Mk.Ic T2990 KX-T, který byl během návratu z náletu na Brémy sestřelen letounem Messerschmitt Bf 110 pilotovaným Egmontem Prinzem zur Lippe-Weißenfeld. Pouze velitel stroje Vilém Bufka se zachránil na padáku a padl do zajetí. Ostatní členové posádky zahynuli po zřícení letadla u holandského Nieuwe Niedorpu.

### Po druhé světové válce
Těla Aloise Rozuma a ostatních zůstala pohřbena v troskách letounu, které se zaryly do zemského povrchu. V roce 1989 byl místo upraveno do podoby válečného hrobu. V roce 2022 byly trosky vyzvednuty a ostatky letců pohřbeny na britském válečném hřbitově v Bergen op Zoom.

## Rodina
Bratr Aloise Rozuma Robert Rozum byl na podzim 1939 zatčen gestapem a 31. března 1940 zahynul v koncentračním táboře Sachsenhausen.

## Ocenění

### Vyznamenání
- Československý válečný kříž 1939
- Československá medaile Za chrabrost před nepřítelem
- Pamětní medaile československé armády v zahraničí

### Posmrtná ocenění
- Alois Rozum byl v roce 1991 in memoriam povýšen do hodnosti plukovníka